# Реагенти групи СНПХ
Реагенти групи СНПХ (рос. реагенты группы СНПХ; англ. СНПХ-group reagents; нім. Reagenzien n pl der СНПХ-Gruppe) – група складних органічних речовин (з модифікаціями) різного функціонального призначення у видобуванні нафти і газу. Реагент СНПХ-7р-1 – суміш парафінових вуглеводнів нормального ряду та ізобудови і ароматичних вуглеводнів, яку отримують на основі малодефіцитних вторинних ресурсів хімічної промисловості і застосовують для очищення від асфальтеносмолопарафінових відкладів (АСПВ). 

## Різновиди
Реагент СНПХ-1002 – темно-коричнева рідина (товарний реагент) – розчин продукту взаємодії фенольної смоли з лугом (одержують на основі нейтралізованого відходу виробництва). Призначений для придушення біоценозу, зокрема сульфатвідновлювальних бактерій у нафтових пластах і нафтопромисловому устаткуванні, що заводнюються прісними водами (редукції у привибійній зоні нагнітальних свердловин на 95-100 % за концентрації запомпованого робочого розчину 700–1500 мг/л, при цьому може спостерігатися ефект збільшення приймальності свердловин до 20-50 %). Реагент у концентрованому вигляді не інтенсифікує процесів корозії, а за концентрацій 100–300 г/л знижує корозійну активність води на 60-80 %. Стійкий за робочих температур і тисків оброблюваного середовища.
Реагент СНПХ-1003 – хімічна речовина, що містить заміщені феноли, поверхнево-активні речовини (ПАР) і розчинювальний компонент, являє собою рідину темно-коричневого кольору зі слабким запахом. Призначений для придушення біоценозу, г. ч. сульфат-відновлювальних бактерій (СВБ), у привибійній зоні пласта нагнітальних свердловин.
Реагент СНПХ-5100 – водний розчин акрилового типу в кислотному та нейтральному середовищі, призначений для запобігання відкладанню солей складного складу в будь-яких водних та водонафтових системах.
Реагент СНПХ-53 – 70 % водний розчин 1-оксиетилидендіфосфонової кислоти і фенольних основ Манніха, призначений для попередження відкладань бариту.
Реагент СНПХ-531 – модифікація реагенту СНПХ-53, призначений для попередження баритових відкладань в умовах високої мінералізації води.
Реагент СНПХ-5301 – композиційний склад на основі азотфосфорвмісних сполук, призначений для запобігання відкладанню солей складного складу, які містять сульфат барію. Реагент застосовують для оброблення свердловин, трубопроводів, в устаткованнях підготовки нафти. Можна використовувати при невеликій мінералізації води, а також у системах водопідготовки, водопостачання для запобігання процесам утворення накипу.
Реагент СНПХ-5306 – композиційний склад на основі азотфосфорорганічних сполук, призначений для попередження відкладення мінеральних солей, включно з сульфатами і карбонатами кальцію, магнію і барію. На основі відходів хімічної промисловості розроблено декілька модифікацій реагенту СНПХ-5306.
Реагент СНПХ-6001 – олігоізобутиленамідодіамін, рідина темно-коричневого кольору з характерним запахом амінів; призначений для інгібіювання нафтопромислового устаткування, що зазнає діяння нафти з розчиненими H2S і О2, водних конденсатів і розсолів.
Реагент СНПХ-6002 – композиційний склад на основі недефіцитних хімічних речовин, що випускаються промисловістю, рідина темно-коричневого кольору без запаху, призначений для оброблення кисневмісної мінералізованої води.
Реагент СНПХ-7р-2 – вуглеводнева композиція, яка складається з легкої піролізної смоли (ЛПС) і гексанової фракції (ГФр), отримується на основі малодефіцитних вторинних ресурсів підприємств хімічної промисловості, застосовується для видалення асфальтеносмолопарафінових відкладів (АСПВ). Змішування ЛСП і ГФр не супроводжується хімічними перетвореннями їх складу.
Реагенти типу СНПХ-7200 – диспергатори парафінів, детергенти, змочувачі – суміші, до складу яких входять оксилалкіловані поверхнево-активні речовини (ПАР) і ароматичні вуглеводні (СНПХ-7202, СНПХ-7204, СНПХ-7211, СНПХ-7213, СНПХ-7214).
Реагент СНПХ-7400 (7401 і 7410) – диспергатори парафінів, детергенти, змочувачі, призначені для запобігання відкладанню і накопиченню асфальтеносмолопарафінових відкладів (АСПВ). 